# Europe (álbum)
Europe es el primer álbum de la banda de hard rock sueca Europe. Fue lanzado el 14 de marzo de 1983 por Hot Records. 

## Concepto musical
El álbum, siendo el primero de Europe, es todavía inmaduro. A pesar de ello, marcó un éxito temprano para la banda en Suecia, con el sencillo "Seven Doors Hotel". 
El estilo consiste en una muestra básica de hard rock (sin los conocidos sintetizadores) que definirían el futuro por venir. Se podría decir que es el Europe que pocos conocen: una verdadera banda de heavy metal y si se quiere, adelantados a lo que tiempo después se llamaría power metal. Esto es notable en temas como  "In The Future To Come""Seven Doors Hotel""Memories" e inclusive en algunos toques neoclásicos. Los intermedios de guitarra de John Norum son particularmente extensos y destacados en este trabajo, así como en el posterior disco publicado.
De igual forma, es el álbum menos conocido de la banda, y también es difícil de encontrar en su formato original. En general, tuvo ventas muy discretas desde su lanzamiento.

## Producción
El disco fue realizado con una producción de muy bajo presupuesto, lo cual se evidencia en la baja calidad de su sonido. Las sesiones de grabación tuvieron lugar entre finales de 1982 e inicios de 1983 en los Electra Studios, en Estocolmo, Suecia con la colaboración de Erik Videgård y Thomas Erdtman.
En 1989 (cuando Epic adquirió Hot Records), Europe y el posterior Wings of Tomorrow (1984) fueron remasterizados y remezclados para su edición en formato de CD.  En ambos casos se mejoró notablemente el modesto audio original.

## Lista de canciones
1. "In the Future to Come" (Joey Tempest) – 5:00
2. "Farewell" (Tempest) – 4:16
3. "Seven Doors Hotel" (Tempest) – 5:16
4. "The King Will Return" (Tempest) – 5:35
5. "Boyazont" [instrumental] (John Norum, Eddie Meduza) – 2:32
6. "Children of This Time" (Tempest) – 4:55
7. "Words of Wisdom" (Tempest) – 4:05
8. "Paradize Bay" (Tempest) – 3:53
9. "Memories" (Tempest) – 4:32

## Personal
- Joey Tempest – Voz, guitarra acústica, teclados
- John Norum – Guitarras, coros
- John Levén – Bajo
- Tony Reno – Baterías

### Producción e ingeniería
- Europe – Productor
- Erik Videgård – Coproductor, ingeniero
- Thomas Erdtman – Coproductor
- Lennart Dannstedt – Fotografía
- Camilla B. – Diseño artístico